# Nyamina
Nyamina è un comune rurale del Mali facente parte del circondario di Koulikoro, nella regione omonima.